# Vereda (Colombie)
Pour l’article homonyme, voir Vereda.
Une vereda, terme espagnol prononcé [beˈɾeða], est une division administrative de la Colombie de niveau inférieur à la municipalité et au corregimiento.
Une vereda se caractérise par sa population rurale regroupée dans une petite localité comptant généralement 50 à 1 200 habitants mais pouvant varier selon les régions et la densité de population. Ce hameau ou petit village est souvent desservi par une route locale appelée chemin veredal. Une vereda dépend d'une municipalité et de son bourg principal.